# Resolució 795 del Consell de Seguretat de les Nacions Unides
La Resolució 795 del Consell de Seguretat de les Nacions Unides fou adoptada per unanimitat el 11 de desembre de 1992. Després d'expressar la seva preocupació per les possibles novetats que podrien soscavar la confiança i l'estabilitat a la República de Macedònia i acollir amb beneplàcit la missió de l'Organització per a la Seguretat i la Cooperació a Europa (OSCE) a Macedònia, el Consell va recordar el Capítol VIII de la Carta de les Nacions Unides i va autoritzar al Secretari General Boutros Boutros-Ghali a desplegar una presència de la Força de Protecció de les Nacions Unides (UNPROFOR) a les zones frontereres de Macedònia.
El "Comandament macedoni" de la UNPROFOR supervisaria parts de les zones frontereres amb Albània i la República Federal de Iugoslàvia (Sèrbia i Montenegro); enfortir l'estabilitat del país proporcionant una força preventiva; i informar sobre esdeveniments que poden constituir una amenaça per a Macedònia.
El Consell va demanar al Secretari General que desplegués immediatament els militars, assumptes civils i personal administratiu que recomana en el seu informe, després de rebre el consentiment del Govern de la República de Macedònia, insta ara a la cooperació amb la missió de l'OSCE allà. El personal militar vigilaria la frontera per assegurar que el conflicte amb les altres parts de Iugoslàvia no s'escampi, mentre que el contingent de la policia civil treballaria amb la policia local per mantenir l'ordre i protegir els drets humans.